# Pier Francesco Liguori
Pier Francesco Liguori (Maglie, 1959) è un antropologo, saggista e scrittore italiano.

## Biografia
Nato a Maglie in provincia di Lecce, sin da giovanissimo appassionato di speleologia e paletnologia, prese parte alle attività del locale Gruppo Speleologico Salentino, lo stesso che aveva scoperto la famosa Grotta dei Cervi e fu volontario presso il Museo di Paleontologia della sua città natale diretto da Decio de Lorentiis. A soli 17 anni ottenne di partecipare agli scavi della British School at Rome a Otranto. Diplomatosi presso l’antico Liceo Ginnasio Francesca Capece, si trasferì a Firenze nel 1979 per seguire gli studi di archeologia preistorica presso la facoltà di lettere antiche dell’Università degli Studi di Firenze. Allievo di Paolo Graziosi (archeologo) e di Piero Messeri si dedicò ben presto agli studi di antropologia fisica. Mentre era ancora studente, fu chiamato a far parte di alcune importanti istituzioni scientifiche quali l’Istituto Italiano di Paleontologia Umana, l’Istituto Italiano di Preistoria e Protostoria, la Società Toscana di Scienze Naturali e molte altre. Partecipò a numerose campagne di scavo in Italia e all’estero e individuò un importante reperto di Homo neanderthalensis noto in letteratura come “Maglie I”. .
Il Liguori fu autore di numerosi articoli specialistici pubblicati dall’editoria di settore e collaborò alle riviste Contributi e Quaderni per l’ecologia del Quaternario.
Nonostante la passione per l’archeologia e l'antropologia, prestò la sua opera professionale nella Pubblica Amministrazione per circa 30 anni, ma continuò i suoi studi in privato, occupandosi specialmente della storia della Croce Rossa, altra sua grande passione.
È anche autore di tre romanzi annoverabili nel genere del Fantasy storico.

## Opere
- C. De Donno, D. De Lorentiis e P. F. Liguori, Guida del Museo Civico di Paleontologia di Maglie, Galatina, 1981.
- Pier Francesco Liguori, Percorsi della Memoria - Storia della Croce Rossa a Torino, Torino, 1999.
- Pier Francesco Liguori, Gente di Croce Rossa – Memorie e diari di guerra, Torino, 2008.
- Pier Francesco Liguori (con lo pseudonimo di Vittorio L. Perrera), Il custode delle reliquie, Torino, 2010, romanzo.
- Pier Francesco Liguori, La stanza del naturalista, Torino, 2012, romanzo.
- Pier Francesco Liguori, Gli Italiani a Parigi e le ambulanze internazionali nella guerra franco-prussiana del 1870-1871, Torino, 2015.
- Pier Francesco Liguori, Viaggiatori e Liberi Muratori – Una nuova interpretazione della veduta settecentesca di Maglie realizzata da Louis-Jean Desprez per il Voyage Pittoresque ou Description des Royaumes de Naples et Sicile, Torino, 2016.
- Pier Francesco Liguori e Francesco Bucci, Ultime voci dai fondali profondi – La Maledizione del Travancore, Bari, 2021, romanzo.
- Pier Francesco Liguori, E a Levante, l'aurora, Lecce, 2025, romanzo.